# 八代縣
八代縣（日语：／ Yatsushiro ken */?）是日本於1871年設立的行政區劃，管轄範圍包括過去明治維新前肥後國南部，相當於現在的熊本縣南部地區，縣廳設於八代城；已於1873年與白川縣合併為熊本縣。

## 歷史
1871年日本實施廢藩置縣，熊本藩和人吉藩分別被改設為熊本縣及人吉縣；同年11月，又決定將人吉縣、原屬長崎府管轄的天草群島及過去屬於熊本藩支藩宇土藩、高瀨藩的區域合併為新的縣，新縣的縣廳設於八代郡八代城（位於現在的八代市），因此新縣命名為「八代縣」。而原本的熊本縣則改名為白川縣。
1873年2月，被併入白川縣，3年後白川縣再次該名為熊本縣。

## 轄區
- 肥後國
  - 上益城郡
  - 下益城郡
  - 宇土郡
  - 八代郡
  - 天草郡
  - 葦北郡
  - 球磨郡

## 歴任知事
| 職稱       | 姓名       | 上任日期               | 卸任日期      | 備註         |
| ---------- | ---------- | ---------------------- | ------------- | ------------ |
| 參事       | 太田黑惟信 | 1871年11月14日（舊曆） | 1873年1月25日 | 原熊本藩藩士 |
| 參考資料： |            |                        |               |              |